# Saint David (São Vicente e Granadinas)
Saint David é uma paróquia de São Vicente e Granadinas localizada na ilha de São Vicente. Sua capital é a cidade de Chateaubelair. A população da paróquia estimada para 2000 era de 6.700 habitantes.